# Anningita-(Ce)
L'anningita-(Ce) és un mineral de la classe dels fosfats que pertany al grup de la xenotima.

## Característiques
L'anningita-(Ce) és un vanadat de fórmula química (Ca0.5Ce⁴⁺0.5)(VO₄). Va ser aprovada com a espècie vàlida per l'Associació Mineralògica Internacional en el mes de gener de l'any 2025, i encara resta pendent de publicació. Cristal·litza en el sistema tetragonal.
L'exemplar que va servir per a determinar l'espècie, el que es coneix com a material tipus, es troba conservat a les col·leccions del Museu d'Història Natural de Mainz, a Alemanya, amb número de catàleg NHMMZ M 2024/2 LS.
Segons la classificació de Nickel-Strunz pertany a «08.AD - Fosfats, etc. sense anions addicionals, sense H₂O, només amb cations de mida gran» juntament amb altres minerals com la fosfamita, la xenotima-(Y) o la monazita-(Ce), entre d'altres.

## Formació i jaciments
Va ser descoberta a la formació Gara Samani, situada a la localitat de Timimoun, a la província de Timimoun (Algèria), sent aquest indret l'únic de tot el planeta on ha estat descrita aquesta espècie mineral.